# Sainte-Marie de Juhègues
Sainte-Marie de Juhègues ou Mère de Dieu de Juhègues est une église romane du village de Juhègues, appartenant à la commune de Torreilles, dans la région naturelle et historique du Roussillon, au nord-est du département des Pyrénées-Orientales, en région Occitanie.
Elle est située au nord-ouest du village, près de l'Agly, dans les champs environnant le vieux chemin de Claira.

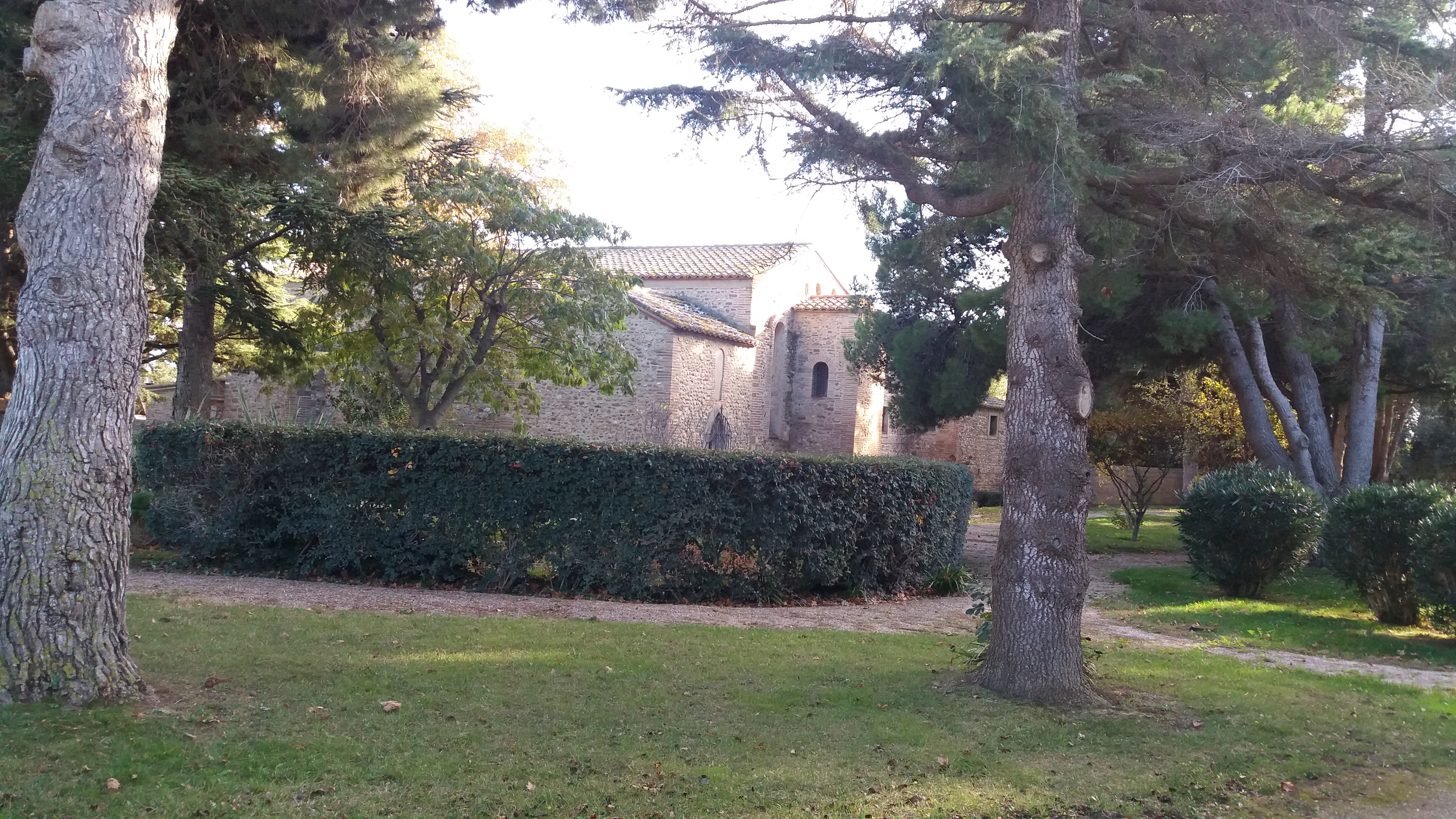
Partie nord-ouest de la chapelle

Elle subsiste actuellement sous forme de sanctuaire, à droite de l'Agly et au nord-ouest du village. Elle ne conserve rien du parement primitif roman. Elle se trouve aussi sur le même emplacement que la Motte de Juhègues.

## Histoire
Mentionnée depuis 1089, elle est totalement refaite en tant qu'ermitage durant les XVIe et XVIIe siècles. Actuellement c'est un sanctuaire dans lequel il ne reste rien des parements de style roman.